# Cuauhtémoc (kommun), Colima
Cuauhtémoc är en kommun i Mexiko.   Den ligger i delstaten Colima, i den södra delen av landet, 500 km väster om huvudstaden Mexico City. Antalet invånare är 25 576. Arean är 373 kvadratkilometer.
Terrängen i Cuauhtémoc är huvudsakligen kuperad, men norrut är den bergig.
Följande samhällen finns i Cuauhtémoc:
- Cuauhtémoc
- Quesería
- Alzada
- San Joaquín
- Montitlán